# Song (Nigeria)
Song è una città della Repubblica Federale della Nigeria appartenente allo Stato di Adamawa. 
È il capoluogo dell'omonima area a governo locale (local government area) che conta una popolazione di 192 697 abitanti.